# ZWINT
ZWINT (англ. ZW10 interacting kinetochore protein) – білок, який кодується однойменним геном, розташованим у людей на короткому плечі 10-ї хромосоми. Довжина поліпептидного ланцюга білка становить 277 амінокислот, а молекулярна маса — 31 293.
| 10         |  | 20         |  | 30         |  | 40         |  | 50         |
| ---------- |  | ---------- |  | ---------- |  | ---------- |  | ---------- |
| MEAAETEAEA |  | AALEVLAEVA |  | GILEPVGLQE |  | EAELPAKILV |  | EFVVDSQKKD |
| KLLCSQLQVA |  | DFLQNILAQE |  | DTAKGLDPLA |  | SEDTSRQKAI |  | AAKEQWKELK |
| ATYREHVEAI |  | KIGLTKALTQ |  | MEEAQRKRTQ |  | LREAFEQLQA |  | KKQMAMEKRR |
| AVQNQWQLQQ |  | EKHLQHLAEV |  | SAEVRERKTG |  | TQQELDRVFQ |  | KLGNLKQQAE |
| QERDKLQRYQ |  | TFLQLLYTLQ |  | GKLLFPEAEA |  | EAENLPDDKP |  | QQPTRPQEQS |
| TGDTMGRDPG |  | VSFKAVGLQP |  | AGDVNLP    |  |            |  |            |

A: Аланін

C: Цистеїн

D: Аспарагінова кислота

E: Глутамінова кислота

F: Фенілаланін

G: Гліцин

H: Гістидин

I: Ізолейцин

K: Лізин

L: Лейцин

M: Метіонін

N: Аспарагін

P: Пролін

Q: Глутамін

R: Аргінін

S: Серин

T: Треонін

V: Валін

W: Триптофан

Задіяний у таких біологічних процесах, як клітинний цикл, поділ клітини, мітоз, альтернативний сплайсинг. 
Локалізований у ядрі, хромосомах, центромерах, кінетохорі.